# Ачаирка (река)
Ачаи́рка — река в России, протекает по территории Нижнеомского района Омской области. Исток реки находится в болоте Тайкуль. Устье реки находится в 236 км по правому берегу реки Оми, недалеко от села Нижняя Омка. Длина реки составляет 31 км.

## Данные водного реестра
По данным государственного водного реестра России относится к Иртышскому бассейновому округу, водохозяйственный участок реки — Омь, речной подбассейн реки — Омь. Речной бассейн реки — Иртыш.
Код объекта в государственном водном реестре — 14010200112115300005210.